# Wilhelm Bernhard Pabst
Wilhelm Bernhard Pabst (* 16. Dezember 1905 in Breslau; † 30. Juni 1964 in Johannesburg) war ein in Südafrika lebender deutscher Architekt und Mitglied der deutschen Widerstandsgruppe „Neu Beginnen“ in Mannheim.

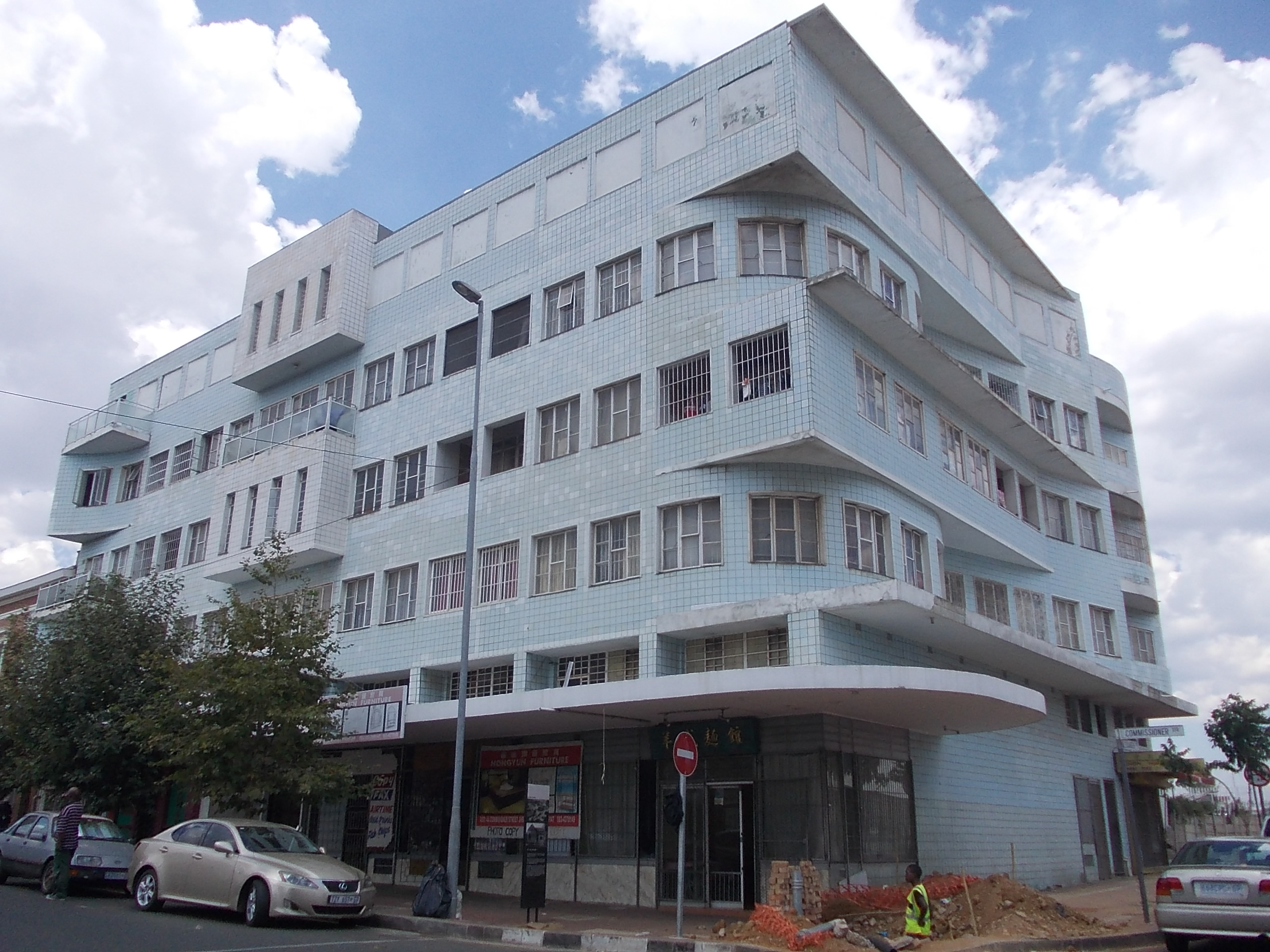
Chinese United Club Mansions

## Leben und Wirken
Im Frühjahr 1929 beendete Wilhelm Bernhard Pabst sein Architekturstudium zusammen mit seinen Freunden Helmut Hentrich und Kurt Liebknecht bei Hans Poelzig an der Technischen Hochschule Berlin. Anschließend war er noch im gleichen Jahr als Bauleiter für die Deutsche Abteilung auf der Weltausstellung in Barcelona tätig, bevor 1930 als Architekt für die Societe Nouvelle de Constructions in Paris arbeitete. Ab 1931 arbeitete er im Hochbauamt der Stadt Mannheim und gründete dort 1932 sein eigenes Büro. Zuvor hatte er ein Arbeitsangebot von seinem früheren Studienkollegen Albert Speer abgelehnt. 
Als er 1935 in Johannesburg ankam, war er zunächst im  Büro Kallenbach, Kennedy & Furner angestellt, bevor er noch im gleichen Jahr begann, als freier Architekt zu arbeiten. Sein erster Auftrag war das Haus Jokl im Johannesburger Vorort Northcliff. Daraufhin erhielt er weitere Aufträge für Wohnhäuser, die er in seinem eigenen Stil entwarf. Er bereicherte die südafrikanische Architekturszene. Bekannt ist er unter anderem für den Entwurf des Krankenhauses Esselen Hospital Hillbrow (1943), die Gebäude „Acadamy House“ (1947), „Patidar Mansions“ (1947) und „Chinese United Club Mansions“ (1948).
Er starb am 30. Juni 1964 unverheiratet in Johannesburg an einem Hirntumor.

## Widerstand gegen den Nationalsozialismus

### Die Mannheimer Gruppe „Neu Beginnen“
Pabst gehörte bereits seit Anfang der 1930er Jahre der Leninistischen Organisation an. Im Sommer 1932 verschaffte er dem späteren Begründer und Leiter der Mannheimer Gruppe, dem Graphiker Carl Maria Kiesel, einen Kontakt zu der Organisation. Durch ihn wurde Kiesel Teil der Gruppe, der dabei half das „Neu Beginnen“-Netzwerk in Mannheim und Ludwigshafen aufzubauen. Zu der Mannheimer Gruppe gehörten neben Pabst und Kiesel auch Hans Bruno Egger, Richard Dornseiff, Karl Wilhelm, Paul Schmutz, Marie Guthörle, Heinrich Holle, Joseph Wolfsberger und Arthur Meyer-Gasters. Alle hier genannten Personen stammen aus der SPD. Insgesamt gehörten laut Schmutz etwa 12–15 Mitglieder der Gruppe in Mannheim an.

### Widerstandsaktivität
Die Mannheimer Gruppe „Neu Beginnen“ erhielt im Juni 1933 einen Auftrag von der Berliner Zentrale, das verschlüsselte Manuskript „Diskussionsgrundlage für die Neuorientierung der deutschen Sozialdemokratie“ über das Saargebiet nach Forbach in Lothringen zu transportieren. Dafür wurde das Mitglied Dupré aus Berlin mit zwei Exemplaren des Manuskripts nach Mannheim geschickt. Der Inhalt des Manuskripts erschien später in der Broschüre „Neu Beginnen“. Wilhelm hatte eins der beiden Exemplare in die Reserveradstütze eines Autos eingebaut, in dem Pabst und der „Halbjude“ Fuld-Traumann es transportieren sollten. Das Reservemanuskript konnte erfolgreich vernichtet werden. Fuld-Traumann wurde von der Gruppe als vertrauenswürdig eingestuft, jedoch hatte er die Gruppe an die Gestapo verraten. Er kam zu spät zum Treffpunkt und erklärte dies mit einer Reifenpanne. Tatsächlich ging er zur Gestapo, welche eine Kopie des Manuskripts machte, dessen Bedeutung zu dem Zeitpunkt aber noch nicht verstand.
Im Februar 1934 erinnerte sich die Gestapo an diesen Transport, als bei Mannheimer SAP-Mitgliedern die Broschüre „Schopenhauer, Über die Religion“ gefunden wurde. Pabst, Kiesel, Wilhelm und Egger kamen in Untersuchungshaft; das Verfahren gelangte Ende des Monats vor den 2. Senat des Volksgerichtshofs in Berlin. Dort wurde Pabst aufgrund von „Vorbereitung zum Hochverrat“ gemeinsam mit Kiesel, Wilhelm und Egger verurteilt und erhielt eine zwölfmonatige Gefängnisstrafe. Die Zeit, die er fast ein Jahr in Untersuchungshaft verbracht hatte, wurde ihm dabei angerechnet. Seine Zugehörigkeit zur Widerstandsgruppe „Neu Beginnen“ blieb jedoch unentdeckt. Dazu trug unter anderem die Tatsache bei, dass Kiesel und Pabst aus Versehen in die gleiche Zelle gesperrt wurden, wodurch sie die Gelegenheit bekamen, ihre Aussagen abzugleichen und untereinander abzustimmen. Die Gestapo sah in ihnen nur gewöhnliche SPD-Mitglieder. Durch tatkräftige Unterstützung der Antinationalsozialistin Elisabeth Neumeyer konnte Pabst, unter dem Vorwand noch Geschäftliches regeln zu müssen, kurzzeitig das Untersuchungsgefängnis verlassen und andere Mitglieder der widerständischen Organisation warnen. Nach seiner Entlassung aus dem Gefängnis wanderte er 1935 ins Exil nach Johannesburg aus, da er nach seiner Verurteilung seinen Beruf als Architekt in Deutschland nicht mehr ausüben durfte.